# جينيفيف روجرز
جينيفيف روجرز (بالإنجليزية: Genevieve Rogers)‏ هي ممثلة أمريكية، (ولدت في لويفيل في الولايات المتحدة 1859  م).